# Großeichenhausen
Großeichenhausen ist ein Ortsteil der oberbayerischen Gemeinde Sauerlach im Landkreis München. 

## Geographie
Das Dorf liegt zwischen den Ortsteilen Kleineichenhausen, Arget und Gumpertsham (alle Gemeinde Sauerlach) sowie Endlhausen (Gemeinde Egling).

## Geschichte
Großeichenhausen war wie die Nachbarorte Kleineichenhausen, Gumpertshausen und Altkirchen bis zum 1. Mai 1978 ein Ortsteil der Gemeinde Eichenhausen. Im dortigen Beitrag finden sich weitere historische Hintergründe.

## Sehenswürdigkeiten

### Charakteristische Bauernanwesen
Großeichenhausen hat sich seinen ländlich-dörflichen Charakter weitgehend erhalten können. Das Bayerische Landesamt für Denkmalpflege hat die historischen Gebäude deshalb unter Denkmalschutz gestellt. Folglich finden sich im Ort noch einige für das Voralpenland typische Bauernanwesen.
Hauptartikel: Liste der Baudenkmäler in Großeichenhausen

### Katholische Kapelle Hl. Dreifaltigkeit
Die katholische Ortskapelle Hl. Dreifaltigkeit in Großeichenhausen verfügt über einen kleinen Putzbau mit eingezogener Apsis, aufgemalter Fassadengliederung und verschindeltem Dachreiter, ehemals bezeichnet mit „1738“.